# Zagreb Film

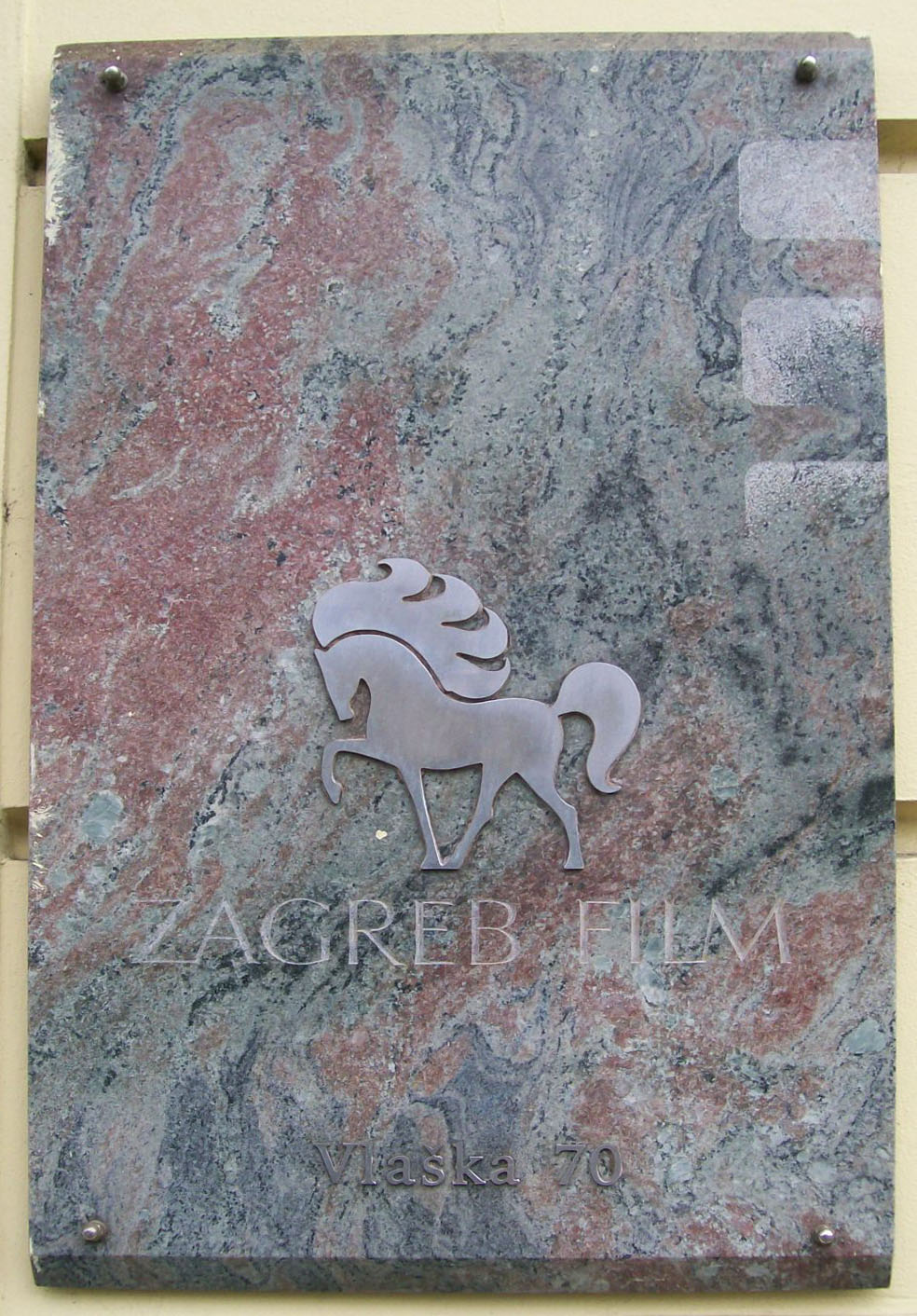
Zagreb Film

Zagreb Film ist ein Filmstudio in Zagreb. Es produzierte seit 1953 neben 14 Spielfilmen, 600 Dokumentationen und 800 TV-Werbungen auch mehr als 600 Animationsfilme.
Eines der international erfolgreichsten Projekte waren die kuriosen Animationsserien Profesor Baltazar und Inspektor Maks.
Es gewann über 400 internationale Preise (darunter 1961 einen Oscar für den Kurzfilm Surogat) und begründete den Stil der Zagreber Schule.

## Spielfilme
- Strafbataillon 999 (BRD 1960, Regie: Harald Philipp, in Kooperation)

## Animationsfilme
- Profesor Baltazar
- Inspektor Maks
- Mali leteći medvjedi
- Maxi Cat
- Surogat
- Piccolo
- Mr. M